# Monotes hutchinsonianus
Monotes hutchinsonianus là một loài thực vật có hoa trong họ Dầu. Loài này được Exell mô tả khoa học đầu tiên năm 1932.